# Ніодеша (Канзас)
Ніодеша (англ. Neodesha) — місто (англ. city) в США, в окрузі Вілсон штату Канзас. Населення — 2275 осіб (2020).

## Географія
Ніодеша розташована за координатами 37°25′27″ пн. ш. 95°41′5″ зх. д. / 37.42417° пн. ш. 95.68472° зх. д. (37.424177, -95.684586).  За даними Бюро перепису населення США в 2010 році місто мало площу 3,62 км², з яких 3,51 км² — суходіл та 0,11 км² — водойми.

## Демографія
Згідно з переписом 2010 року, у місті мешкало 2486 осіб у 1031 домогосподарстві у складі 658 родин. Густота населення становила 687 осіб/км².  Було 1204 помешкання (333/км²).
Расовий склад населення:
| - 95,3 % — білих - 1,1 % — корінних американців - 0,4 % — чорних або афроамериканців - 0,4 % — азіатів |

До двох чи більше рас належало 2,1 %. Частка іспаномовних становила 2,9 % від усіх жителів.
За віковим діапазоном населення розподілялося таким чином: 27,0 % — особи молодші 18 років, 56,5 % — особи у віці 18—64 років, 16,5 % — особи у віці 65 років та старші. Медіана віку мешканця становила 39,2 року. На 100 осіб жіночої статі у місті припадало 87,8 чоловіків;  на 100 жінок у віці від 18 років та старших — 86,1 чоловіків також старших 18 років.
Середній дохід на одне домашнє господарство  становив 46 222 долари США (медіана — 36 654), а середній дохід на одну сім'ю — 55 932 долари (медіана — 46 619). Медіана доходів становила 41 667 доларів для чоловіків та 27 037 доларів для жінок. За межею бідності перебувало 22,6 % осіб, у тому числі 33,8 % дітей у віці до 18 років та 10,2 % осіб у віці 65 років та старших.
Цивільне працевлаштоване населення становило 989 осіб. Основні галузі зайнятості: освіта, охорона здоров'я та соціальна допомога — 35,1 %, виробництво — 25,7 %, роздрібна торгівля — 8,9 %, мистецтво, розваги та відпочинок — 8,4 %.